# Казано-Догана-Изола (Ла Специја)
Казано-Догана-Изола је насеље у Италији у округу Ла Специја, региону Лигурија.
Према процени из 2011. у насељу је живело 6704 становника. Насеље се налази на надморској висини од 40 м.